# Pombia
Pombia là một đô thị ở tỉnh Novara ở vùng Piedmont của Ý, tọa lạc cách 100 km về phía đông bắc của Torino và khoảng 20 km về phía bắc của Novara. Tại thời điểm ngày 31 tháng 12 năm 2004, đô thị này có dân số 1.834 người và diện tích là 12,0 km².
Pombia giáp các đô thị: Divignano, Marano Ticino, Somma Lombardo, Varallo Pombia, và Vizzola Ticino.